# Chelus orinocensis
Chelus orinocensis is een schildpad uit de familie slangenhalsschildpadden (Chelidae).

## Naam en indeling
De wetenschappelijke naam van de soort werd voor het eerst voorgesteld door Mario Vargas-Ramírez, Susana Caballero, Mónica A. Morales-Betancourt, Carlos A. Lasso, Laura Amaya, José Gregorio Martínez, Maria das Neves Silva Viana, Richard C. Vogt, Izeni Pires Farias, Tomas Hrbek, Patrick D. Campbell en Uwe Fritz in 2020. In veel literatuur wordt de schildpad nog niet vermeld. De soortaanduiding orinocensis betekent vrij vertaald 'levend in de Orinoco' en slaat op een deel van het verspreidingsgebied; de Orinoco.

## Uiterlijke kenmerken
Chelus orinocensis is sterk verwant aan de matamata waarmee het dier ook grote uiterlijke kenmerken vertoont. De maximale carapaxlengte is ongeveer 53 centimeter, het schild is voorzien van drie opstaande kielen. De opvallend brede kop heeft kleine ogen, een brede bek en vele kleine huidfranjes aan de kop maar ook aan de nek. Verschillen met de matamata zijn de lichtere lichaamskleur en een meer ovale vorm van het rugschild in vergelijking met het meer vierkante schild van de matamata. Het buikschild heeft een gele kleur en is niet gevlekt, bij de matamata is het buikschild juist heel donker van kleur.

## Verspreiding en habitat
De soort komt voor in delen van Zuid-Amerika en leeft in de landen Brazilië, Colombia, Guyana en Venezuela.